# Douglas Motors
Die Douglas Motors Ltd. und ihre Vorgänger waren britische Hersteller von Motorrädern und kurzzeitig auch von Kleinwagen. Firmensitz war Bristol. Das Unternehmen wurde 1882 von den Brüdern William (um 1859–1937) und Edwin Douglas (1865–1905) als mechanische Werkstätte mit einer Schmiede und einer Kleingießerei gegründet und bestand bis 1931. Die Motorradproduktion begann 1907 nach dem Zukauf des Motorenherstellers Light Motors. Nach dem Verkauf und einer Reorganisation als Douglas Motors 1931 kaufte William Douglas das Unternehmen 1934 zurück, musste es im folgenden Jahr aber schließen. Die Anlagen wurden vom ebenfalls 1935 gegründeten Rüstungs- und Industriekonzern Aero Engine, Ltd. übernommen, zunächst ohne die Absicht, weiterhin Motorräder herzustellen. Deren Produktion wurde 1936 wieder aufgenommen und bis 1956 fortgesetzt.

## Herkunft
Die Familie stammte ursprünglich aus Greenock in Schottland und gehörte zum Clan der Douglas-Hamilton. Die Eltern von William und Edwin waren John Douglas (1833–1874) und Mary Wilson Douglas (* 1835; † unbekannt). Der Vater war Ingenieur. William kam um 1859 in Newcastle-upon-Tyne zur Welt. Offenbar erfolgte kurz darauf der Umzug nach Bristol, wo John Douglas um 1860 eine mechanische Werkstätte mit Maschinenbau eröffnete. Der Betrieb beschäftigte 1871 drei Angestellte und drei Hilfskräfte.

## Douglas Engineering Company
William Douglas begann in Kingswood, einem Vorort von Bristol, mit der Reparatur von Maschinen für die Schuhindustrie. 1880 ging er mit Edwin eine Partnerschaft ein. Sie stellten Produkte aus Messing- und Eisenguss her. 1882 entstand daraus die Douglas Engineering Company. Ein Kredit von 10 GB£ wurde verwendet um in eine mobile Esse, einen Schraubstock und einen Schleifstein zu investieren. Den Kredit zahlten die Brüder in nur drei Monaten zurück. Sie begannen, Geräte für die Schuhindustrie herzustellen und produzierten Teile in Eisenguss wie Kanaldeckel und Masten für Straßenbeleuchtungen. 1897 wurden größere Anlagen an der Hanham Lane in Kingswood bezogen. Hier kam man auch in Kontakt mit der Light Motors Ltd., für die sie Motorenbestandteile gossen.

## Douglas Motors

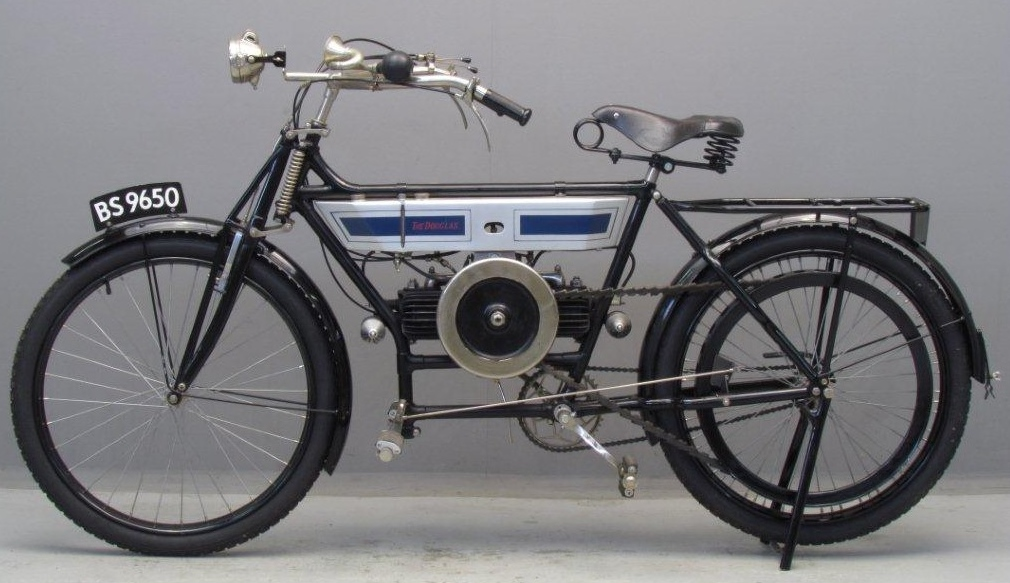
Douglas 2¾hp mit 347 cm³ (1910).

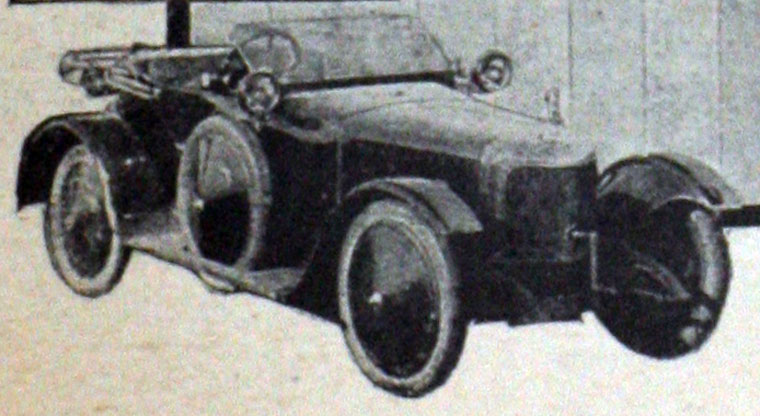
Light Cars mit Zweizylindermotoren wie dieses Douglas 10.5 h.p. Drop Head Coupe von 1920 entstanden von 1914–1916 und 1919–1921.

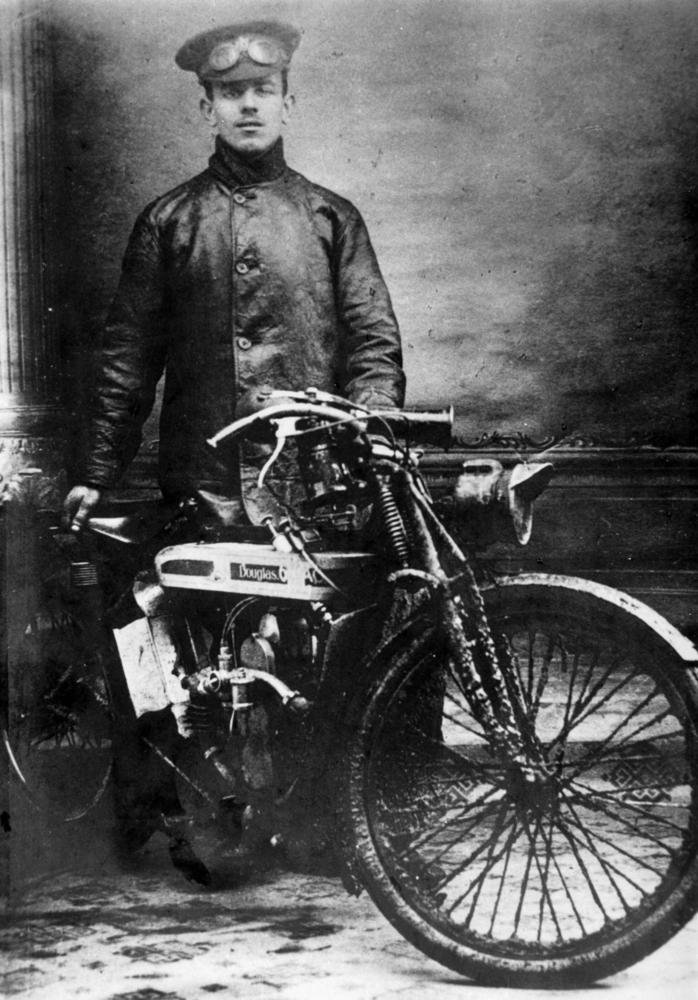
Ein australischer Kradmelder mit Douglas-Motorrad.

Douglas war besonders für seine luftgekühlten, quer eingebauten (d. h. mit in Fahrrichtung liegenden Zylinderachsen) Boxermotoren bekannt. Joseph Barter, der Gründer der Light Motors Ltd., hatte einen solchen Motor mit der Bezeichnung Fairy („Fee“) konstruiert, musste aber sein Geschäft 1907 aufgeben und verkaufte es an die Douglas-Brüder. Diese begannen eine 350-cm³-Version zu fertigen.
Ab 1912 fertigte Douglas wasser- und luftgekühlte V2-Motoren für Motorräder und Kleinwagen der Williamson Motor Company in Coventry. 1914 begann mit dem Douglas 9 h.p. die Herstellung leichter Automobile, die durch den Ersten Weltkrieg unterbrochen wurde. Während des Krieges übernahm die Regierung das Werk. So erhielt Douglas einen Armeeauftrag über die Lieferung von 15.000 Maschinen. Der Ausstoß lag bei 300 Motorrädern täglich; das Unternehmen beschäftigte bis zu 3.000 Angestellte. Insgesamt baute Douglas etwa 25.000 Motorräder verschiedener Typen für die Streitkräfte.

### Die 1920er Jahre

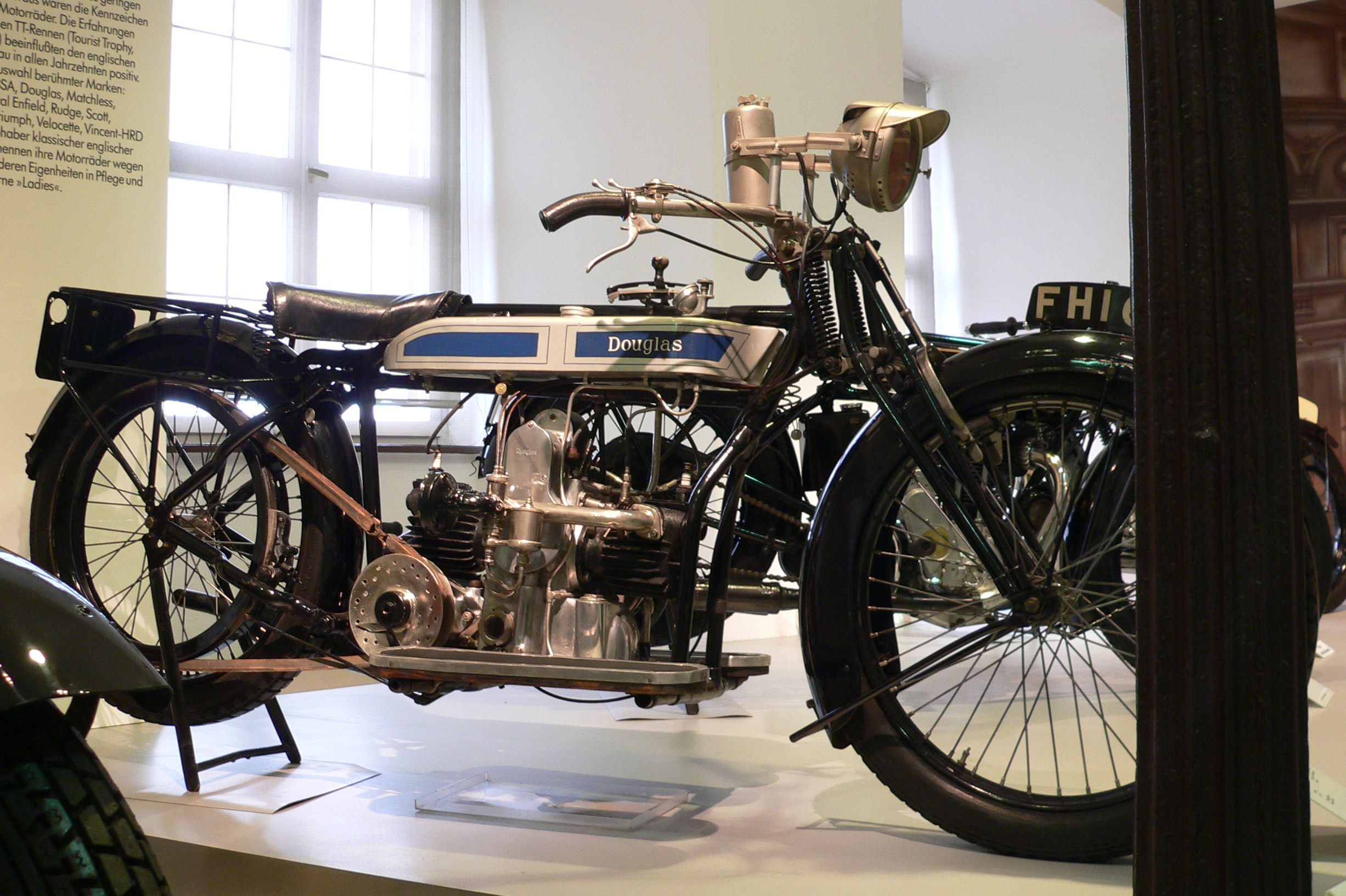
Douglas-Motorrad von 1920 im Zweirad-Museum Neckarsulm.

Nach dem Krieg wurde der Markt mit ausgemusterten, gut gewarteten und preiswerten Motorfahrzeugen förmlich überschwemmt. Das traf auch auf Motorräder zu und machte der Branche zu schaffen. Douglas wurde Hoflieferant; zwei Söhne König George V, Prinz Albert Frederick (der spätere König George VI) und Henry, 1. Duke of Gloucester fuhren Scott-Motorräder.
1920 wurde die W20 mit 348 cm³ Zweizylindermotor, Kickstarter und Dreiganggetriebe eingeführt. Die Maschine war mit Tacho, Lucasl-Acetylenbeleuchtung, Knieschutz, einem Schutzschild unter dem Kurbelwellengehäuse, Halterung und Tasche für Ersatzteile und sogar einer Uhr am Lenker besonders gut ausgestattet. Auf die schottischen Wurzeln der Familie nahm die Marke Bezug mit ihrem Logo und mit der Anbringung eines Zierbandes mit Schottenrock-Karo auf dem Tank mancher Motorräder. Die Karikatur eines Schotten diente überdies jahrzehntelang als Erkennungsmerkmal in der Werbung.
Ebenfalls 1920 wurde der Kleinwagenbau mit dem verbesserten Douglas 10.5 h.p. wieder aufgenommen. Er war kein Erfolg und die Produktion endete 1922 nach einigen hundert gebauten Exemplaren.
1926 wurde die EW-Baureihe eingeführt und im folgenden Jahr auf fünf Versionen ausgebaut. 1927 war das Werk von einem Brand betroffen. Douglas-Maschinen eigneten sich besonders für Speedway-Rennen, und so wurden besondere Wettbewerbsmodelle mit 500 und 600 cm³ angeboten.

## Aero Engines Ltd
1931 wurde Douglas Motors in eine Gesellschaft öffentlichen Rechts umgewandelt und verkauft. Im folgenden Jahr erschienen neue Modelle, aber das Unternehmen geriet in finanzielle Schwierigkeiten. Die British Aircraft Company experimentierte ab 1932 mit einem Flugzeugmotor auf der Basis des Douglas 600 cm³ Motors. Das Ergebnis war das Leichtflugzeug BAC Planette. Bei der Vorführung einer solchen Maschine kam BAC-Inhaber C. H. Lowe Wylde im Mai 1933 ums Leben. British Aircraft wurde im folgenden Jahr an Robert Kronfeld verkauft. Damit scheinen die Versuche mit Douglas-Flugzeugmotoren geendet zu haben. 1934 kaufte William Douglas das finanziell angeschlagene Unternehmen zurück, es kam jedoch im folgenden Jahr zu einer freiwilligen Auflösung.

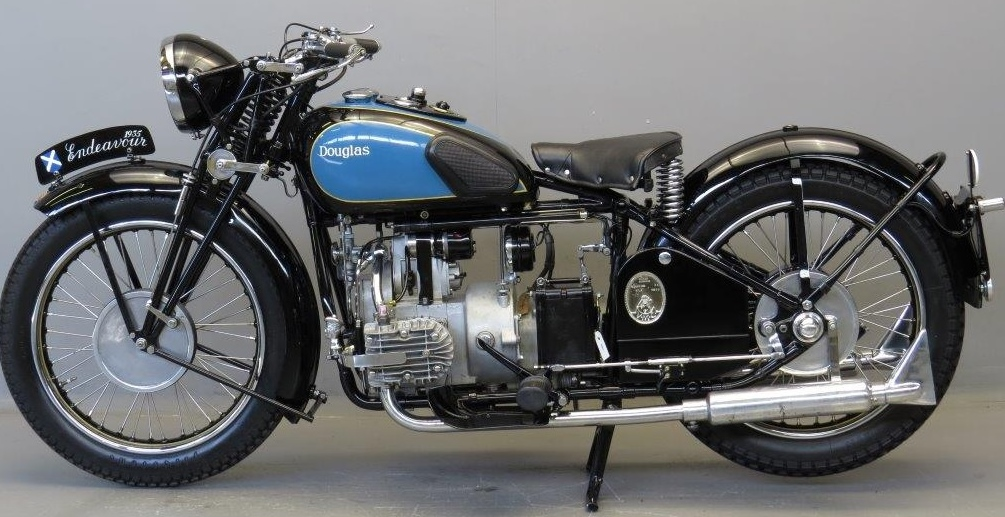
Die technisch radikale Endeavour war kein finanzieller Erfolg (1935).

Die Anlagen wurden vom British Pacific Trust übernommen, die mit der Aero Engines Ltd eine Tochtergesellschaft gegründet hatte um unter anderen die Flugzeugmotoren von Hispano-Suiza in Lizenz nachzubauen und dazu das ehemalige Douglas-Werk benötigte. Die Motorradproduktion wurde für kurze Zeit eingestellt, aber bereits 1936 unter dem alten Markennamen fortgesetzt. Die Fertigung wurde während des Zweiten Weltkrieges aufrechterhalten und um Bestandteile für Kampfflugzeuge erweitert. Weil ohnehin über die Hälfte der verkauften Produkte den Markennamen Douglas trug, entschloss man sich 1946, Aero Engines als Douglas (Kingswood) Ltd neu zu organisieren, jedoch geriet Douglas bereits 1948 erneut in Schwierigkeiten. Man stellte nur noch Varianten mit 350 cm³ und quer im Rahmen liegenden Motor her. 1949 begann man mit dem Import von Vespa-Rollern, die ab 1951 bei Douglas in Lizenz gefertigt wurden. Ein Prototyp mit 500 cm³ aus dem gleichen Jahr ging nicht in Serie.

## Ende der Motorrad-Produktion
1955 kam mit der 350 cm³ Douglas Dragonfly das letzte eigene Motorrad auf den Markt. Westinghouse Brake and Signal kaufte Douglas 1956 und stellte die Motorradproduktion 1957 ein. Der Import von Vespas wurde fortgesetzt. Auch Gilera und leichte Motorräder wurden noch lange von Westinghouse Brake and Signal unter dem Markennamen Douglas importiert.
Westinghouse Brake and Signal Co. bestand bis 1981.

## Rennsport

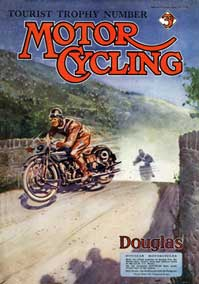
Eine Douglas an der Tourist Trophy. Illustration von 1926.

Bereits 1910 nahmen Douglas-Maschinen an Rennsportanlässen teil. 1912 holte Harry Bashall mit seinem Sieg in der Junior-Klasse an der Tourist Trophy den ersten wichtigen Preis für die Marke. 1913 gewann eine Douglas am Großen Preis von Frankreich in der Gespannklasse bis 350 cm³.
Bei der Tourist Trophy war man noch weitere dreimal erfolgreich: Die Senior TT wurde 1923 durch Tom Sheard gewonnen, der noch im Vorjahr in der Junior-Klasse für A.J.S. erfolgreich gewesen war. Ebenfalls 1923 gewannen Freddie Dixon und Walter Derry die Gespannklasse. Diesen Erfolg wiederholten 1925 Len Parker und Ken Hirstman.
Douglas hielt 1923 150 nationale und internationale Rekorde.

## Modelle

### Motorräder

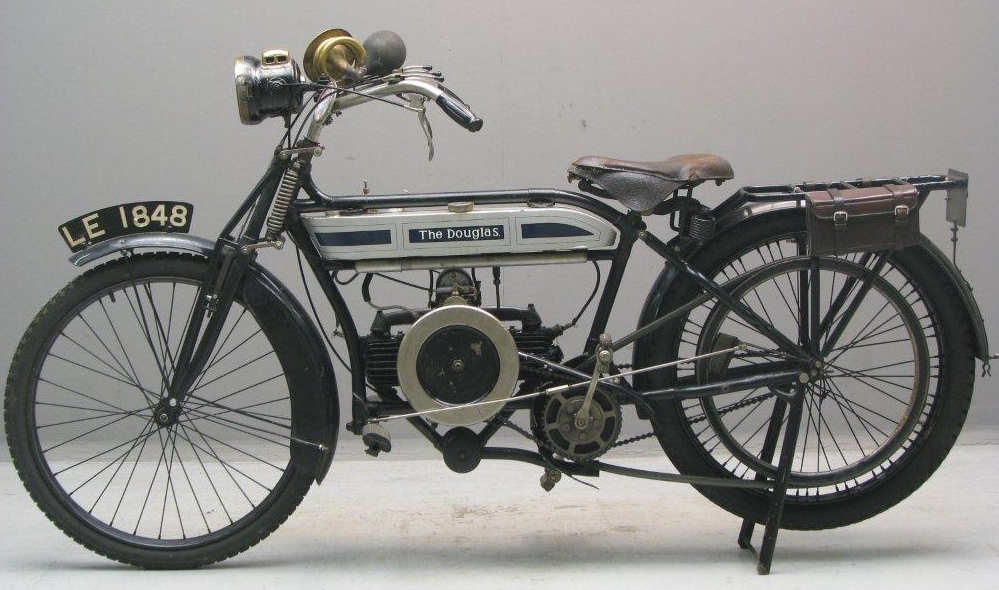
Douglas Model G (1912).

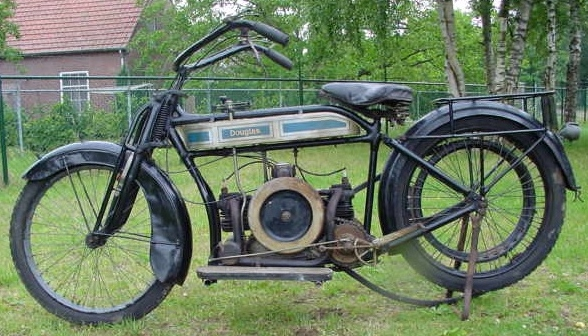
Armeeausführung der Douglas 4 hp mit 600 cm³ (1916).

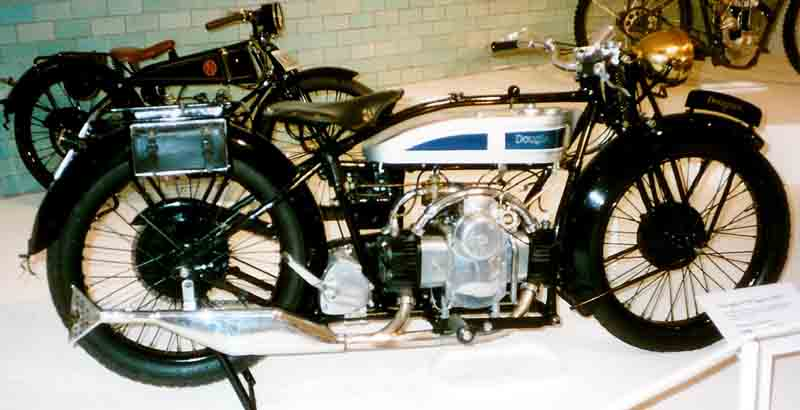
Douglas EW Sport 600 cm³ (1927).

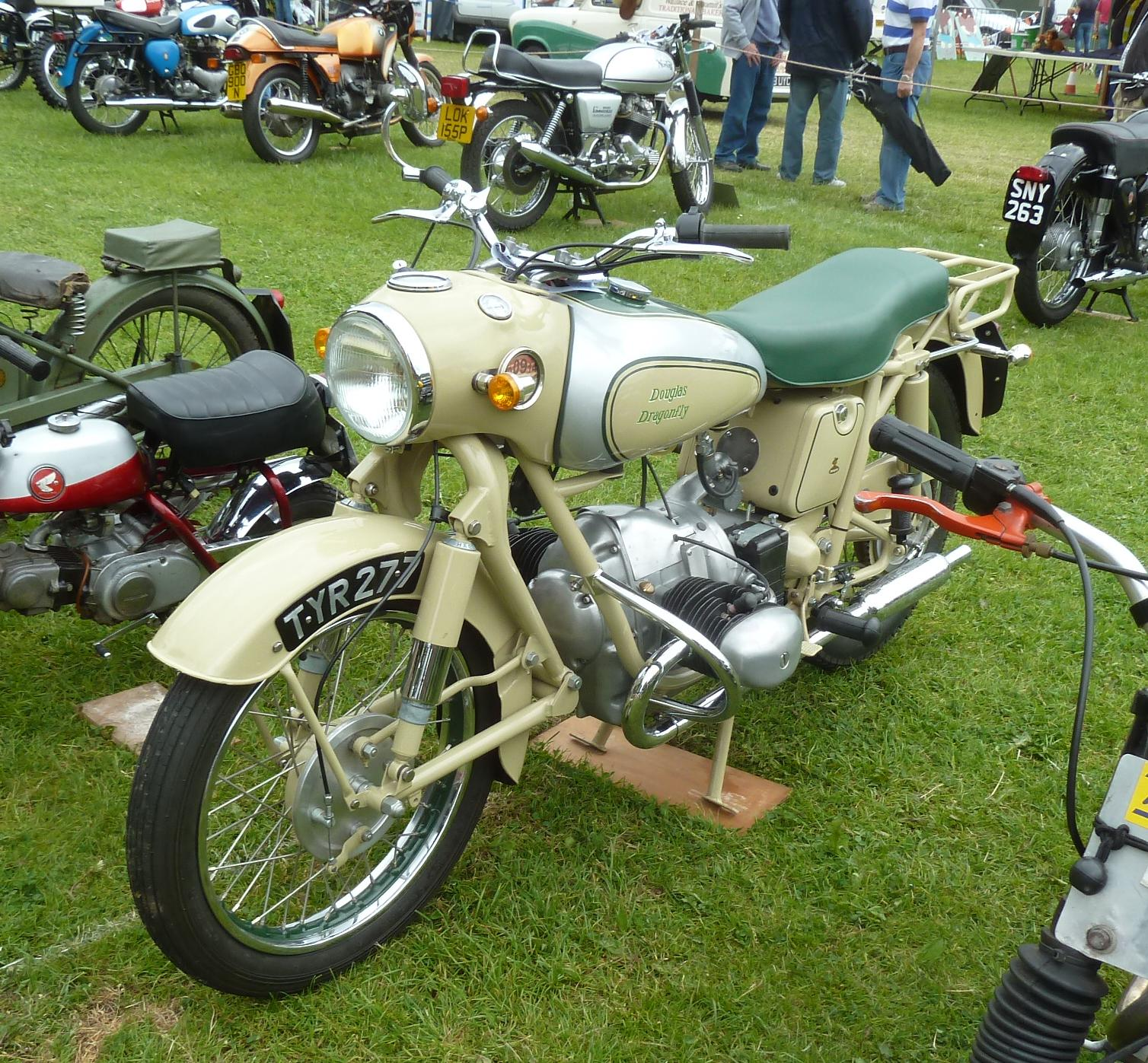
Douglas Dragonfly 350 cm³ (1955–1957).

Diese Zusammenstellung ist noch unvollständig.
- 2¾ HP Modell A 340 cm³ – 1907- ca. 1908
- 2¾ HP Modell B 340 cm³ – ca. 1907– 1909
- 2¾ HP Modell D 340 cm³ – 1911
- 2¾ HP Modell E 340 cm³ – 1911
- 2¾ HP Ladie's Model F 340 cm³ – 1911
- 2¾ HP Modell G 340 cm³ – 1912
- 2¾ HP Modell H 340 cm³ – 1912
- 2¾ HP Modell J 340 cm³ – 1912
- 2¾ HP Modell K 340 cm³ – 1912
- 2¾ HP Ladie's Model L 340 cm³ – 1912
- 2¾ HP Modell N 348 cm³ – 1913
- 2¾ HP Modell O 348 cm³ – 1913
- 2¾ HP Modell P 348 cm³ – 1913
- 2¾ HP Modell R 348 cm³ – 1913
- 2¾ HP Ladie's Model S 348 cm³ – 1913
- Douglas 350 cm³ – 1910
- Douglas 349 cm³ – 1914–1918
- W20 348 cm³ – 1920
- CW12 – 1924
- CW13 – 1924
- EW – 1926
- EW Sport 600 cm³ – 1927
- S5 500 cm³ – 1930
- S6 600 cm³ – 1930
- T6 600 cm³ – 1930
- A.32 350 cm³ SV – 1932
- B.32 350 cm³ SV Touring – 1932
- C.32 500 cm³ SV – 1932
- D.32 600 cm³ Greyhound – SV Touring – 1932
- E.32 600 cm³ SV Standard – 1932
- F.32 500 cm³ OHV Sports – 1932
- G.32 600 cm³ OHV Sports – 1932
- H.32 750 cm³ SV – 1932
- K.32 350 cm³ OHV Touring – 1932
- M.32 350 cm³ OHV Touring – 1932
- S.W.5 500 cm³ OHV Speed – 1932
- S.W.6 600 cm³ OHV Speed – 1932
- D.T.5 500 cm³ OHV Dirt Track – 1932
- D.T.6 600 cm³ OHV Dirt Track – 1932
- SV 600 cm³ DeLuxe Twin – 1937
- DC 38 594 cm³ – 1938
- T 35 350 cm³ – 1945
- DK 350 cm³ – 1947
- Mark III 350 cm³ – 1949
- Mark V 350 cm³ – 1951
- Douglas „Vespa“ – 1950
- Dragonfly – 1955

## Kleinwagen

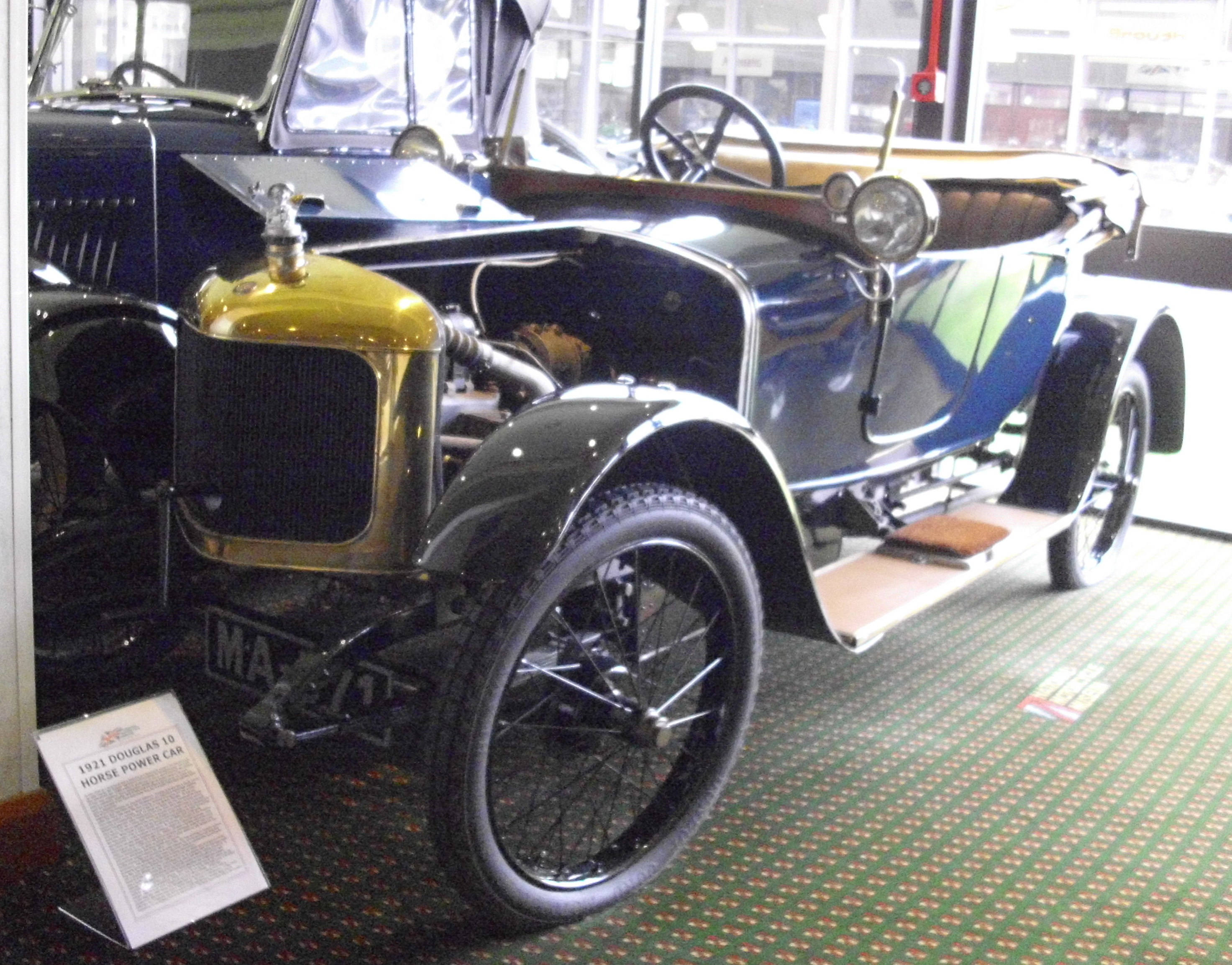
Ein erhalten gebliebener Douglas 10 HP von 1921 als Drop Head Coupe im National Motorcycle Museum in Solihull.

Zwischen 1914 und 1922 wurden auch Kleinwagen mit Zweizylindermotoren hergestellt. Der 9 h.p. (Bezeichnung nach der damals gültigen Steuerformel) war solider ausgeführt als viele der Mitbewerber. Mit seinem Pressstahl-Fahrgestell, einem Antriebsstrang mit einem richtigen Getriebe und Kardanantrieb anstelle des klassentypischen Friktionsgetriebes mit (oft) nur einer Antriebskette zu einem der Hinterräder oder zur Achse entsprach er fast schon einem größeren Light car oder einer Voiturette. 1914 kostete er ab GB$ 175.00; im folgenden Jahr stieg der Preis auf GB$ 184.00. Kriegsbedingt wurde die Produktion eingestellt und erst wieder 1919 aufgenommen mit einem stärker motorisierten Zwischenmodell, das nur 1919 angeboten wurde und auf dem Fahrgestell des 9 h.p. aufbaute.
Nach nur wenigen Monaten folgte der Nachfolger Douglas 10.5 h.p., gelegentlich auch als 10 HP bezeichnet. Dieses Auto wurde Ende 1919 vorgestellt und war etwas größer und komfortabler. Der Automobilbau wurde 1922 aufgegeben wegen der fehlenden Rentabilität und dem Konkurrenzdruck durch immer preiswertere, in Großserie hergestellte „richtige“ Automobile wie Austin 7, Citroën 5 HP oder deren zahllose Mitbewerber.

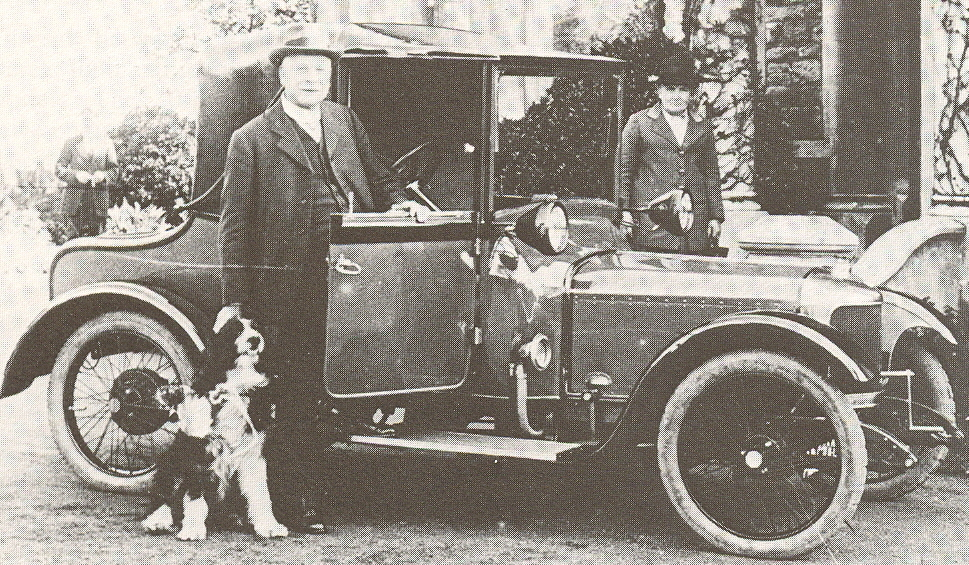
Douglas 10.5 h.p. Cyclecar als Drop Head Coupe (Werkskarosserie) von 1919

| Modell    | Bauzeitraum | Zylinder | Hubraum  | Radstand     | Gewicht |
| --------- | ----------- | -------- | -------- | ------------ | ------- |
| 9 h.p.    | 1914–1916   | 2 Boxer  | 1070 cm³ | 2223 mm      | 432 kg  |
| 10.5 h.p. | 1919        | 2 Boxer  | 1182 cm³ | 2223 mm      | 508 kg  |
| 10.5 h.p. | 1919–1922   | 2 Boxer  | 1224 cm³ | 2223–2438 mm | 508 kg  |